# Frederik Cherono
Frederik Cherono (23 novembre 1977) è un maratoneta keniota.

## Palmarès
| Anno | Manifestazione | Sede   | Evento   | Risultato | Prestazione | Note |
| ---- | -------------- | ------ | -------- | --------- | ----------- | ---- |
| 2003 | Mondiali       | Parigi | Maratona | dnf       | dnf         |      |

## Altre competizioni internazionali
2003
- Oro alla Maratona di Roma ( Roma) - 2h08'47"

2004
- Oro alla Maratona di Torino ( Torino) - 2h08'38"
- Oro alla Maratona di Atene ( Atene) - 2h15'28"

2005
- 11º alla Maratona di Londra ( Londra) - 2h13'58"
- 9º alla Milano Marathon ( Milano) - 2h17'42"
- 23º alla Maratona di Mumbai ( Mumbai) - 2h22'40"

2007
- 6º alla Maratona di Atene ( Atene) - 2h17'47"

2008
- Argento alla Maratona di Madrid ( Madrid) - 2h13'42"

2009
- 16º alla Maratona di Francoforte ( Francoforte sul Meno) - 2h12'04"
- 5º alla Maratona di Xiamen ( Xiamen) - 2h12'31"

2011
- 8º alla Maratona di Pechino ( Pechino) - 2h15'42"

2015
- 6º alla Maratona di Hefei ( Hefei) - 2h17'03"